# Biała supremacja

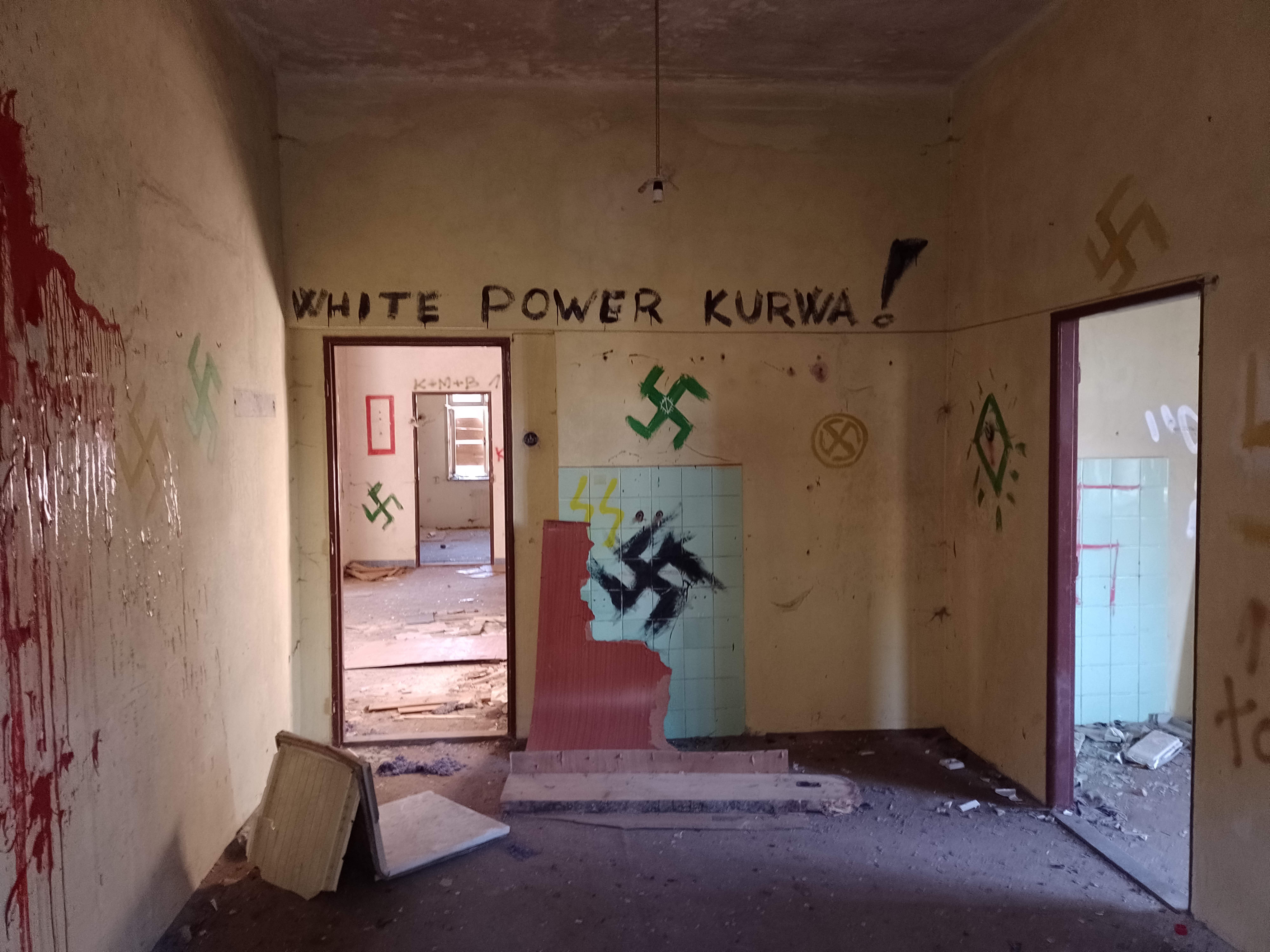
Graffiti z hasłem white power

Biała supremacja (ang. white supremacy), również wyższość białych – rasistowskie przekonanie, że biali ludzie są lepsi od ludzi innych ras i w związku z tym powinni nad nimi dominować. Zwolennicy określają te przekonania też jako White Power (moc białych) lub White Pride (biała duma).

## Ideologia
Biali supremacjoniści sprzeciwiają się gwałtownie mieszaniu ras, szczególnie międzyrasowym małżeństwom. Według nich jest to niszczenie tego, nad czym ewolucja (Natura) pracowała przez tysiąclecia. Utrzymywanie „czystości krwi” jest podstawowym dogmatem tego ruchu. Niektórzy twierdzą, że nie zamierzają szkodzić nie-białym, lecz dążą jedynie do utrzymania czystości genetycznej. Niektóre grupy supremacjonistyczne, szczególnie w krajach niemieckojęzycznych, aktywnie występują jako nazistowskie – zbiorczo określa się je mianem neonazistów.
W Stanach Zjednoczonych ruchy białych supremacjonistów są niekiedy powiązane z chrześcijańskimi fundamentalistami, aczkolwiek większość chrześcijan zdecydowanie odcina się od nich, uważając ruchy supremacjonistów za niechrześcijańskie. Niektórzy supremacjoniści uważają przemoc za uzasadnioną metodę wspierania swojej sprawy. Charakterystyczną cechą jest w nich także męskie przywództwo.
Niektórzy zwolennicy białej supremacji określają się mianem odynistów. Jednak nie wszyscy odyniści są supremacjonistami. Supremacjonistyczna wersja odynizmu ma niewiele wspólnego z Christian Identity, ale istnieje jedno kluczowe podobieństwo: odynizm w tej odmianie zakłada dualizm – podobnie jak Christian Identity – jeśli chodzi o podział uniwersum na dwa światy, białych i czarnych (czyli nie-białych). Najbardziej fundamentalna różnica między tymi dwiema ideologiami polega na tym, że odyniści są ruchem neopogańskim.
Wiele grup supremacjonistycznych nie jest związanych z doktrynami religijnymi. Grupy te – jak American Nazi Party – są raczej motywowane politycznie, a nie religijnie. Ku Klux Klan, jedna z najbardziej znanych grup rasistowskich w USA, proponuje segregację rasową, która nie jest oparta na motywacji religijnej, choć niektóre z jej grup deklarują się jako otwarcie protestanckie.

## Rozprzestrzenienie
Grupy białych supremacjonistów istnieją w większości krajów o znaczącym udziale białej ludności, łącznie ze Stanami Zjednoczonymi, Europą, częściami Ameryki Łacińskiej, Australią i Afryką Południową. Jednak we wszystkich tych miejscach ich poglądy są podzielane przez zdecydowaną mniejszość ludności, a aktywne członkostwo jest śladowe.
Wojownicze stanowisko reprezentowane przez niektóre grupy spowodowało, że są one dokładnie obserwowane przez organy egzekwujące przestrzeganie prawa. W niektórych krajach europejskich, które niedawno doświadczyły skutków takich poglądów, zwłaszcza w czasie drugiej wojny światowej, grupy białych supremacjonistów są zakazane przez rozmaite przepisy – takie jak prawo zabraniające głoszenia nienawiści, czy prawo zakazujące istnienia organizacji sprzeciwiających się w zasadniczy sposób istnieniu wieloetnicznego, wielorasowego i demokratycznego społeczeństwa.

## Przemoc
National Alliance jest prawdopodobnie najbardziej znaną organizacją dzięki swojemu byłemu przywódcy, Williamowi Pierce’owi, który był jedną z najbardziej rozpoznawanych postaci ruchu białych separatystów (National Alliance określa sama siebie mianem organizacji separatystycznej, a nie supremacjonistycznej). Pierce napisał The Turner Diaries i prowadził program radiowy „American Dissident Voices”. Dzięki nim, Pierce zapewnił swoim zwolennikom ideologiczne i praktyczne przygotowanie do popełniania aktów przemocy. Retoryka tych grup w dużej mierze naśladuje retorykę Adolfa Hitlera, zarówno co do treści, jak i ideologii politycznej. Religia Pierce’a – kosmoteizm – była przeniknięta ideami „rasowej czystości” i eugeniki. W 1997 roku Pierce stwierdził:
W ostatecznym rozrachunku musimy się odseparować od czarnych i innych nie-białych, i trzymać się na osobności, niezależnie od tego, czego to będzie od nas wymagać. Musimy to zrobić nie dlatego, że nienawidzimy czarnych, lecz dlatego, że nie będziemy mogli przeżyć, jeśli pozostaniemy z nimi zmieszani. I nie będziemy mogli przeżyć, jeśli pozwolimy Żydom i innym zdrajcom pozostać wśród nas i powtarzać akty zdrady. W końcu musimy ich dopaść i pozbyć się ich.
The World Church of the Creator, obecnie zwany Creativity Movement, jest przykładem przemocy dokonywanej przez białych supremacjonistów w celu wywołania wojny ras. Ben Klassen, założyciel organizacji, wierzył, że w jego religii jest tylko jedna rasa. Poza głównym punktem wiary, jego ideologia jest podobna do ideologii wielu grup Christian Identity w swoim przekonaniu, że w rządzie federalnym, międzynarodowej bankowości i mediach istnieje żydowski spisek. Uważają one, że musi nastąpić tzw. RAHOWA (RAcial HOly WAr – ang. „Święta Wojna Rasowa”), aby usunąć ze świata Żydów i inne „błotne” rasy. We wczesnych latach 90. nastąpił dramatyczny wzrost liczebności tej grupy, wskutek narastającej wiary w Apokalipsę i przekonanie, że nadciąga RAHOWA. W 1996 roku, Matthew Hale – który stał się znany dzięki temu, iż odmówiono mu przyznania licencji na praktykowanie prawa – został nowym przywódcą Kościoła Stworzyciela. Hale dokonał wielu zmian w ugrupowaniu, zmieniając nazwę na Światowy Kościół Stworzyciela, aby nadać mu pozór światowego zasięgu.
Ostatnie zdarzenia pokazały chęć członków do uczestniczenia w aktach przemocy. Członkowie Kościoła z południowej Florydy są podejrzewani o szereg pobić na tle rasowym. Czterech członków zostało też skazanych za pobicie i obrabowanie żydowskiego właściciela sklepu z wideo – prawdopodobnie usiłowali zdobyć pieniądze.
Wielu wierzy w konieczność stania się męczennikami. Przykładowo, Robert Mathews, przywódca grupy The Order, zginął w starciu ze stróżami prawa. Podobnie, William King znajdował upodobanie w tym, że zostanie skazany na karę śmierci za zamordowanie Jamesa Byrda.

## Organizacje wyznające białą supremację
- Afrikaner Weerstandsbeweging (AWB)
- American Nazi Party
- Aryan Brotherhood
- Aryan Nations
- Christian Conservative Church
- Christian Identity(inne języki)
- Combat 18
- Ku Klux Klan (KKK)
- National Alliance(inne języki) (grupa stosuje nazwę White Separatist)
- The Posse Comitatus
- The Order
- White Aryan Resistance (WAR)
- White Patriot Party(inne języki)
- World Church of the Creator(inne języki) (WCOTC)
- White Revolution(inne języki)
- Krew i Honor